# Palazzo Capomazza di Campolattaro
Il palazzo Capomazza di Campolattaro è un palazzo monumentale di Napoli ubicato in via Nilo, nel quartiere San Giuseppe.
L'edificio appartenne alla storica famiglia dei Capomazza, marchesi di Campolattaro ed ascritta al patriziato di Pozzuoli.
Il palazzo venne eretto nel XV secolo in stile rinascimentale e fronteggia il palazzo del Panormita con la sua imponente facciata; nel XVI secolo venne rifatto nelle decorazioni in piperno che caratterizzano il fabbricato con l'arioso cortile.
Infatti, il cortile presenta notevoli decorazioni in piperno con finestre dalle semplici modanature, mentre sul lato sinistro si apre lo scalone con loggiato decorati da sottarchi ancora in piperno.